# Acebo (Fluss)
Der Río Acebo ist ein Fluss in Spanien, der durch die autonome Region Asturien fließt. Er entspringt in der Gemeinde Parres, passiert die Gemeinde Linares und mündet an der Playa de Vega in die Kantabrische See. Nebenfluss ist der Río la Castañar. Der Fluss ist bei den Sportfischern bekannt für seine Vorkommen an Forellen und Flusskrebsen.